# Campeonato Uruguayo de Primera División 1914
El Campeonato Uruguayo 1914 constituyó el 14.º torneo de primera división del fútbol uruguayo organizado por la AUF.
Antes de iniciar la temporada, el CURCC anunció su cambio de denominación por la de Club Atlético Peñarol, siendo esta modificación aceptada por la Liga Uruguaya. Muchos años después se desató la polémica, al denunciar otro club (Nacional) que se había tratado de dos clubes distintos, y que esta fue una maniobra para que el club nuevo, Peñarol, ingresara a Primera División sin tener que pasar por las divisiones de ascenso.
En este torneo, finalmente se consagró campeón el River Plate F.C., institución que obtuvo su segundo título consecutivo y el cuarto campeonato obtenido en solo siete años, siendo además, el último torneo que esta institución alcanzaría antes de su desaparición definitiva. Del otro lado de la tabla, el debutante Club Atlético Independencia terminaría con solo dos unidades. De todas formas, ningún equipo descendió de categoría, ampliándose el campeonato a 10 participantes para la próxima temporada.

## Equipos participantes

### Relevos temporada anterior
| Club          | Ascendido como   |
| ------------- | ---------------- |
| Independencia | Segunda División |

| Club    | Descendido como             |
| ------- | --------------------------- |
| Bristol | 8° Campeonato Uruguayo 1913 |

### Datos de los equipos
| Club                 | Ciudad     | Estadio             | Capacidad | Fundación                | Temporadas | Temporadas Consecutivas | Títulos | 1913 |
| -------------------- | ---------- | ------------------- | --------- | ------------------------ | ---------- | ----------------------- | ------- | ---- |
| Central              | Montevideo |                     |           | 5 de enero de 1905       | 5          | 5                       | -       | 4°   |
| Independencia        | Montevideo |                     |           |                          | -          | -                       | -       | -    |
| Nacional             | Montevideo | Gran Parque Central | 15.000    | 14 de mayo de 1899       | 12         | 12                      | 3       | 2°   |
| Peñarol / CURCC      | Montevideo | Belvedere           |           | 28 de septiembre de 1891 | 13         | 13                      | 5       | 3°   |
| Reformers            | Montevideo |                     |           |                          | 1          | 1                       | -       | 6°   |
| River Plate          | Montevideo | Parque Lugano       |           | 1897                     | 7          | 7                       | 3       | 1°   |
| Universal            | Montevideo |                     |           |                          | 2          | 2                       | -       | 7°   |
| Montevideo Wanderers | Montevideo | Belvedere           |           | 15 de agosto de 1902     | 10         | 10                      | 2       | 5°   |

Notas: Los datos estadísticos corresponden a los campeonatos uruguayos oficiales. Las fechas de fundación son las declaradas por cada club. La columna «Estadio» refleja el estadio donde el equipo más veces juega de local, pero no indica que sea su propietario. Véase también: Estadios de fútbol de Uruguay.

## Tabla de posiciones
|  | Pos. | Equipos              |  | PJ | PG | PE | PP | GF | GC | Dif. | Pts. |
|  | ---- | -------------------- |  | -- | -- | -- | -- | -- | -- | ---- | ---- |
|  | 1    | River Plate F. C.    |  | 14 | 9  | 4  | 1  | 21 | 8  | +13  | 22   |
|  | 1    | Peñarol              |  | 14 | 9  | 4  | 1  | 22 | 8  | +14  | 22   |
|  | 3    | Nacional             |  | 14 | 8  | 5  | 1  | 26 | 11 | +15  | 21   |
|  | 4    | Universal            |  | 14 | 6  | 2  | 6  | 27 | 24 | +3   | 14   |
|  | 5    | Montevideo Wanderers |  | 14 | 5  | 2  | 7  | 19 | 20 | -1   | 12   |
|  | 6    | Reformers            |  | 14 | 4  | 2  | 8  | 16 | 29 | -13  | 10   |
|  | 7    | Central              |  | 14 | 3  | 3  | 8  | 11 | 19 | -8   | 9    |
|  | 8    | Independencia        |  | 14 | 0  | 2  | 12 | 8  | 31 | -23  | 2    |

|  | A final desempate. |

### Primer desempate
| 10 de enero de 1915 | River Plate F.C. | 1:1 | Peñarol         | Parque Lugano, Montevideo |  |
|                     | Sin datos        |     | José Piendibene |                           |  |

### Segundo desempate
| 17 de enero de 1915 | River Plate F.C. | 1:1 | Peñarol         | Parque Lugano, Montevideo |  |
|                     | Sin datos        |     | José Piendibene |                           |  |

### Tercer desempate
| 1 de febrero de 1915                      | River Plate F. C. | 1:0 | Peñarol | Gran Parque Central, Montevideo |  |
| Final definitiva de la Copa Uruguaya 1914 |                   |     |         |                                 |  |

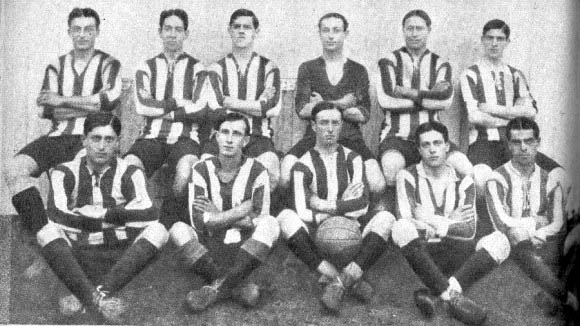
River Plate, equipo campeón en 1914.

|                                                    |
| Uruguay                                            |
| Campeón Uruguayo 1914 River Plate F.C. 4.to título |